# Henri Fehr
Pour les articles homonymes, voir Fehr.
Henri Fehr, né le 2 février 1870 à Zurich et mort le 2 novembre 1954 à Genève, est un mathématicien suisse.

## Biographie
Henri Fehr étudie à l'université de Genève, à l'École polytechnique fédérale de Zurich et à la Sorbonne, où il obtient une licence en mathématiques (1892). Il est ensuite privat-docent (1895) et docteur en mathématiques (1899) à l'université de Genève, professeur de mathématiques à l'école professionnelle et au collège de Genève (1895-1900). Il est nommé professeur ordinaire d'algèbre et de géométrie supérieures à l'université de Genève (1900-1945) où il exerce la responsabilité de recteur en 1930-1932.
Henri Fehr était conférencier invité au congrès international des mathématiciens en 1904 à Heidelberg, en 1908 à Rome, en 1912 à Cambridge, en 1924 à Toronto et en 1932 à Zurich.

## Actions
Henri Fehr est le fondateur de la Fondation pour l'avancement des mathématiques, des revues L'Enseignement mathématique (avec Charles-Ange Laisant) dont il est aussi éditeur (1899-1954) et Commentarii mathematici Helvetici. Il est secrétaire général de la Commission internationale de l'enseignement mathématique (1908-1952), membre fondateur et président de la Société mathématique suisse, vice-président de l'Union mathématique internationale (1924-1932). Pendant vingt ans, il contribue, en tant que membre de la Commission Euler, à la publication des œuvres complètes de Leonard Euler.
L'activité principale de Fehr était tournée vers la réorganisation de l'enseignement mathématique. S'inspirant du modèle allemand de Felix Klein ; il introduisit la notion de fonction, puis celle de groupe dans l'enseignement mathématique des écoles secondaires de Suisse.

## Publications
- Elementare Mathematik. Allgemeine Übersicht über die verschiedenen Gebiete nebst kurzen Notizen über die historische Entwicklung der Mathematik, Genève 1902
- (de) Mathematischer Unterricht in der Schweiz, Geneva, A. Kündig, 1910
- L'enseignement mathématique en Suisse ; rapport publié sous la direction de H. Fehr, Bâle et Genève, Georg & Cie 1912
- « Sur l'emploi de la multiplication extérieure en Algèbre », Nouvelles Annales de Mathématiques, 14, 1895, 74–79.
- « L'extension de la notion de nombre dans leur développement logique et historique », L'Enseignement mathématique, 4, 1902, 16–27
- « Der Funktionsbegriff im mathematischen Unterricht der Mittelschule », L'Enseignement Mathématique, 7, 1905, 177–187
- Application de la méthode vectorielle de Grassman à la géométrie infinitésmale, Paris, G. Carré & C. Naud, 1899[7] 2e édition 1907.
- avec Théodore Flournoy et Édouard Claparède : Enquête sur la méthode de travail des mathématiciens, Paris, Gauthier-Villars, 1908 (lire en ligne)[8]

### Bases de données et dictionnaires
- Ressource relative à la recherche :   - Mathematics Genealogy Project
- Ressource relative aux beaux-arts :   - Bénézit
- Notices dans des dictionnaires ou encyclopédies généralistes :   - Base de données des élites suisses
  - Deutsche Biographie
  - Dictionnaire historique de la Suisse
- Notices d'autorité :   - VIAF
  - ISNI
  - IdRef
  - GND
  - Pays-Bas
  - NUKAT
  - Tchéquie